# Marcel Schaapman
Marcel Schaapman (29 mei 2002) is een Nederlandse voetballer die speelt voor RKC Waalwijk.

## Carrière
Schaapman begon zijn carrière bij de voetbalclub in Creil waarna hij naar Flevo Boys vertrok. Later kwam Schaapman in de jeugdopleiding van sc Heerenveen. Na twee jaar stopte hij bij die club en ging hij weer voetballen bij Flevo Boys waar hij in het seizoen 2019/20 een wedstrijd speelde in in het KNVB Beker-toernooi. In het seizoen 2020/21 ging hij voetballen bij SC Cambuur.
In de voorbereidingen op het seizoen 2023/24 speelde Schaapman in een oefenwedstrijd tegen SSV Jeddeloh de eerste helft mee. Schaapman debuteerde op 15 oktober 2023 in het eerste elftal van SC Cambuur, in de met 2–3 verloren thuiswedstrijd tegen NAC Breda. In januari 2024 tekende Schaapman zijn eerste profcontract bij SC Cambuur, een contract voor anderhalf jaar met optie tot nog een seizoen. Op 12 januari 2024 maakte Schaapman zijn basisdebuut tegen MVV Maastricht. Een week na zijn basisdebuut raakte hij op een training zwaar geblesseerd. Na zijn herstel kwam hij terecht in het -21-elftal van de club en op 4 febrauri 2025 maakte hij zijn rentree in het eerste elftal, in een oefenduel tegen FC Emmen.
SC Cambuur verlengde het contract van Schaapman niet en hij ging in juni 2025 op stage bij RKC Waalwijk. In juli 2025 tekende hij bij die club een contract van een jaar met optie tot nog een jaar.

## Clubstatistieken
| Seizoen | Club       | Competitie     | Competitie | Competitie | Beker | Beker | Internationaal | Internationaal | Overig | Overig | Totaal | Totaal |
| Seizoen | Club       | Competitie     | Wed.       | Dlp.       | Wed.  | Dlp.  | Wed.           | Wed.           | Dlp.   | Dlp.   | Wed.   | Dlp.   |
| ------- | ---------- | -------------- | ---------- | ---------- | ----- | ----- | -------------- | -------------- | ------ | ------ | ------ | ------ |
| 2023/24 | SC Cambuur | Eerste divisie | 7          | 0          | 2     | 0     | 0              | 0              | 0      | 0      | 9      | 0      |
| 2024/25 | SC Cambuur | Eerste divisie | 0          | 0          | 0     | 0     | 0              | 0              | 0      | 0      | 0      | 0      |
| Totaal  | Totaal     | Totaal         | 7          | 0          | 2     | 0     | 0              | 0              | 0      | 0      | 9      | 0      |

Bijgewerkt t/m 18 april 2025.